# Jindřich Korph
Jindřich Korph (* 19. října 1956, Opava) je bývalý český hokejový obránce.

## Hokejová kariéra
V československé lize hrál za CHZ Litvínov, Duklu Jihlava, TJ Gottwaldov a Škodu Plzeň. Odehrál 9 ligových sezón, nastoupil ve 255 ligových utkáních, dal 14 gólů a měl 48 asistencí. V nižších soutěžích hrál za Slezan Opava a v Německu za TuS Geretsried.

## Klubové statistiky
| Sezona    | Klub          | Soutěž  | Základní část | Základní část | Základní část | Základní část | Základní část |
| Sezona    | Klub          | Soutěž  | Z             | G             | A             | B             | TM            |
| --------- | ------------- | ------- | ------------- | ------------- | ------------- | ------------- | ------------- |
| 1977/1978 | Dukla Jihlava | 1. liga | 1             | 0             | 0             | 0             | 0             |
| 1978/1979 | Slezan Opava  | 2. liga | -             | -             | -             | -             | -             |
| 1979/1980 | CHZ Litvínov  | 1. liga | 30            | 1             | 1             | 2             | 6             |
| 1980/1981 | CHZ Litvínov  | 1. liga | 21            | 2             | 5             | 7             | 8             |
| 1981/1982 | CHZ Litvínov  | 1. liga | 43            | 1             | 13            | 14            | 10            |
| 1982/1983 | CHZ Litvínov  | 1. liga | 44            | 1             | 6             | 7             | 6             |
| 1983/1984 | TJ Gottwaldov | 1. liga | 37            | 7             | 3             | 10            | 28            |
| 1984/1985 | TJ Gottwaldov | 1. liga | 12            | 0             | 0             | 0             | 6             |
| 1985/1986 | Škoda Plzeň   | 1. liga | 38            | 2             | 14            | 16            | -             |
| 1986/1987 | Škoda Plzeň   | 1. liga | 29            | 0             | 6             | 6             | 10            |
| 1987/1988 | Slezan Opava  | 2. liga | -             | 3             | -             | -             | -             |
| 1988/1989 | Slezan Opava  | 2. liga | 39            | 8             | 4             | 12            | -             |
| 1989/1990 | Slezan Opava  | 2. liga | -             | 5             | -             | -             | -             |